# Aït Ouadrim
Aït Ouadrim (en àrab آيت ودريم, Ayt Wadrīm; en amazic ⴰⵢⵜ ⵡⴰⴷⵔⵉⵎ) és una comuna rural de la província de Chtouka-Aït Baha, a la regió de Souss-Massa, al Marroc. Segons el cens de 2014 tenia una població total de 5.817 persones.